# Черюг
Черюг — река в России, протекает в Прилузском районе Республики Коми. Устье реки находится в 246 км по правому берегу реки Луза. Длина реки составляет 11 км.
Исток реки на Северных Увалах к северо-востоку от холма Котельница (167 м НУМ) в 12 км к северо-востоку от села Лойма. Генеральное направление течения — юг. Верхнее и среднее течение проходит по ненаселённому холмистому таёжному массиву. В нижнем течении выходит на пойму Лузы, где на правом берегу реки стоят смежные деревни Ивановская и Галахтионовская. Перед самым устьем протекает лузскую старицу. Впадает в Лузу у деревень Ивановская и Галахтионовская выше села Лойма.

## Данные водного реестра
По данным государственного водного реестра России и геоинформационной системы водохозяйственного районирования территории РФ, подготовленной Федеральным агентством водных ресурсов:
- Бассейновый округ — Двинско-Печорский
- Речной бассейн — Северная Двина
- Речной подбассейн — Малая Северная Двина
- Водохозяйственный участок — Юг
- Код водного объекта — 03020100212103000012594